# Цаункёниг (торпеда)
G7es (TV) «Zaunkönig» (T-V Цаункениг) — немецкая электрическая самонаводящаяся торпеда подводных лодок калибра 533 мм, сконструированная в 1943 году. Являлась модификацией электрической торпеды G7e. Стала первой в мире серийной торпедой с акустической системой самонаведения. Состояла на вооружении немецких подводных лодок в период Второй мировой войны.
Головка самонаведения, состоящая из двух разнесённых гидрофонов, захватывала цель в секторе 30°. Дальность захвата обычно составляла 300—450 м, и зависела от уровня шума корабля-цели.

## История применения
С августа 1943 года немецкие подводные лодки в Бискайском заливе получили первые акустические торпеды. 20 сентября первая же выпущенная акустическая торпеда попала в корму английского фрегата «Lagan» из состава конвоя ON-202.
30 июля 1944 года в Финском заливе, советский морской охотник потопил подводную лодку U-250 (тип VIIC), вооружённую торпедами «Цаункениг», лодку удалось поднять и отбуксировать в Кронштадт. В числе обнаруженных на ней торпед были и «Цаункениг», в количестве 3 штук. После изучения торпед, в январе 1945 года с их устройством ознакомили специалистов англичан. Установив рабочие частоты головки самонаведения в Великобритании создали эффективную буксируемую отвлекающую мишень.
Всего за войну подлодки применили 640 таких торпед, в цель попали только 58.
T-V Цаункениг обладала ненадёжной системой наведения Т V: устройство головки самонаведения составляли 26 реле, 11 ламп, 1760 контактов и 330 метров проводки. Главным недостатком была постоянная опасность самонаведения торпеды на шум винтов выпустившей её подводной лодки.
В 1944 году проводились работы по улучшению конструкции торпеды и был создан модернизированный вариант торпеды, в котором были ликвидированы вышеперечисленные недостатки; в конце года торпеда была принята на вооружение.

## Характеристики
Торпеда имела следующие технические характеристики:
- Длина — 7200 мм
- Диаметр корпуса — 533 мм
- Масса — 1500 кг
- Скорость — 24 узла
- Дальность хода — 5700 м
- Вес боевого зарядного отделения — 274 кг
- Тип взрывателя — неконтактный акустический

Головка самонаведения эффективно реагировала на цели, чья скорость находилась в диапазоне 12—19 узлов.